# محمد ديوجي
محمد غولاماباس ديوجي (بالإنجليزية: Mohammed Gulam Dewji)‏ (من مواليد 8 مايو 1975) هو سياسي سابق ورجل أعمال تنزاني مالك لمجموعة التكتلات التنزانية ميتل التي أسسها والده في السبعينيات. عمل ديوجي كعضو في البرلمان التنزاني عن حزب تشاما تشا مابيندزي (أي حزب الثورة) من 2005 إلى 2015 عن مدينته سينغيدا.
اعتبارًا من أكتوبر 2018، يقدر صافي قيمة ثروة ديوجي بـ 1.5 مليار دولار، مما جعله أصغر أغنى شخص في إفريقيا والملياردير الوحيد في تنزانيا. ديوجي هو أيضا أول تنزاني يغطي غلاف مجلة فوربس في عام 2013.

## الاختطاف
في 11 أكتوبر 2018، وبحوالي الساعة 5:35 صباحًا خُطف رجل الأعمال محمد ديوجي خارج فندق الكولوسيوم في مدينة دار السلام في بلاده على أيدي مسلحين، حيث وصل لتمرينه الرياضي الصباحي. زُعم أن الخاطفين أطلقوا أعيرة نارية في الهواء قبل أن يخطفوا ديوجي ويقتادوه. على الرغم من ثروة ديوجي، إلا أنه لم يولي اهتماما إلى حمايته الشخصية أو الحراسة، حيث كان عادة يقود سيارته إلى صالة الألعاب الرياضية في كولوسيوم بمفرده صباح الهجوم.
بحلول 13 أكتوبر، قُبض على 20 شخصًا على الأقل في التحقيق بشأن اختفاء ديوجي. في 15 أكتوبر، عقدت الأسرة مؤتمرا صحفيا، حيث عرضوا مليار شيلينغ تانزاني (440,000 دولار أمريكي) كمكافأة على المعلومات التي من شأنها أن تؤدي إلى إنقاذه.
في 20 أكتوبر، في حوالي الساعة 2:30 صباحًا اتصل ديوجي بأسرته، قائلًا إنه أطلق سراحه في أرض جيمخانا. في الساعة 3:15 صباحًا، تم إرسال تغريدة على حساب METL تويتر بواسطة رجل الأعمال تقديرا لدعم الشعب التنزاني لعودته. في بيان مسجل، شوهد مفوض الشرطة لازارو مامبوساسا وهو يتحدث إلى ديوجي، الذي اعترف بجهود الشرطة حيث أوضح مامباسا أن ديوجي قابلهم في منزله ولم تنقذه الشرطة. وذكر أيضًا أن ديوجي أبلغهم أن خاطفيه كانوا يتحدثون بلغة جنوب أفريقية. صرح يناير ماكامبا عبر تغريدة له بأنه التقى ديوجي ولاحظ علامات الحبل على يديه وساقيه.